# Pippa Middleton
Philippa Charlotte Middleton Matthews, detta Pippa (Reading, 6 settembre 1983), è una socialite britannica.
È sorella minore di Catherine, moglie del principe William, figlio ed erede al trono di Re Carlo III.

## Biografia
Philippa Charlotte Middleton, detta Pippa, è nata il 6 settembre 1983. 
Ha lavorato nelle pubbliche relazioni e come organizzatrice di feste ed eventi per la Party Pieces (azienda dei genitori). Nel 2008 Tatler l'ha nominata No. 1 Society Singleton.

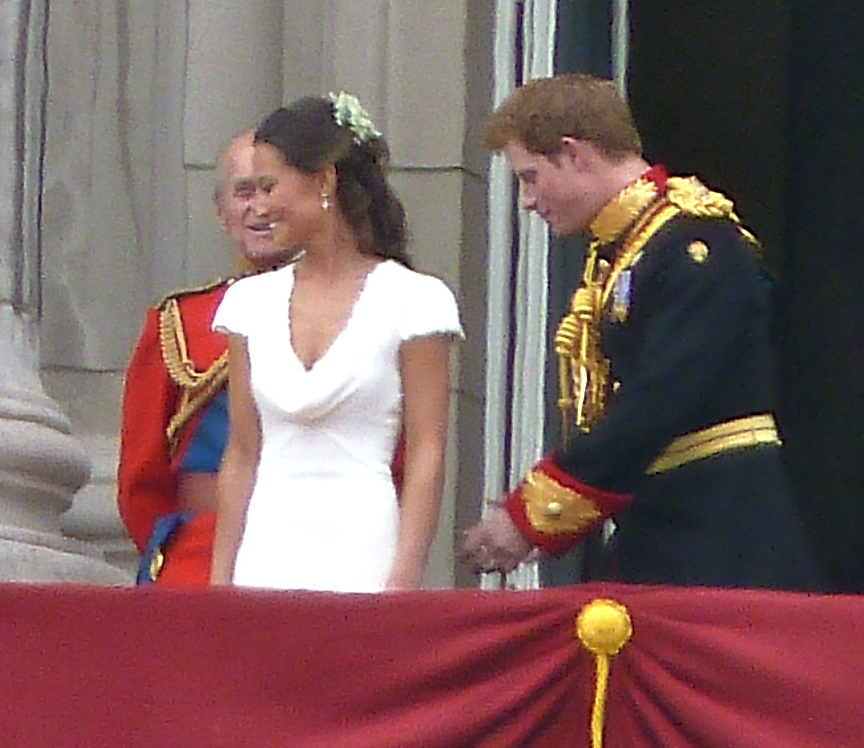
Pippa Middleton sul balcone di Buckingham Palace dopo il matrimonio tra il principe William e Catherine Middleton, sua sorella.

Pippa è stata la damigella d'onore al matrimonio della sorella Catherine Middleton con il principe William, duca di Cambridge, celebrato il 29 aprile 2011, conquistando grande visibilità. Il suo abito bianco, disegnato da Sarah Burton della casa di moda Alexander McQueen, che ha firmato anche quello della sposa, ha ricevuto molti apprezzamenti. Nel periodo seguente al matrimonio la Middleton ha avuto un notevole aumento di esposizione mediatica, divenendo l'oggetto di numerosi articoli e servizi televisivi di gossip. Il canale statunitense The Learning Channel (facente parte del gruppo di Discovery Channel) le ha dedicato una serie di speciali dal titolo Crazy About Pippa.
Ha scritto un libro su come organizzare feste, intitolato Celebrate: A Year of Festivities for Families and Friends.

### Vita privata
Il 17 luglio 2016 arriva la comunicazione del fidanzamento ufficiale tra Pippa Middleton e James Matthews. La coppia si è sposata il 20 maggio 2017 nella chiesa di St. Mark, nel Berkshire. La coppia ha tre figli: Arthur Michael William nato il 15 ottobre 2018, Grace Elizabeth Jane nata il 15 marzo 2021 e Rose Louise Victoria nata  nel giugno del 2022. 

## Nella cultura di massa
È stata interpretata da Mary Elise Hayden nel film TV William & Kate (2011) e da Morgana Robinson nella serie TV satirica The Windsors.

## Opere
- Celebrate: A Year of Festivities for Families and Friends (Viking, 2012) ISBN 9780670026357
- Heartfelt (British Heart Foundation, 2016) ISBN 9781899088874